# Hoffmann & Hoffmann
Hoffmann & Hoffmann foi um duo musical alemão constituído pelos irmãos Michael Hoffmann (nascido em 3 de dezembro de 1950, Karlsruhe) e  Günter Hoffmann (4 de outubro de 1951, Karlsruhe - 15 de março de 1984 , Rio de Janeiro, Brasil).  Eles fizeram vários sucessos musicais na Alemanha e ficaram conhecidos no resto da Europa pela sua participação no Festival Eurovisão da Canção 1983 realizado em Munique, onde interpretaram a balada "Rücksicht" que terminou em 5.º lugar.

## Carreira
O primeiro sucesso do duo foi em 1977 com o single "Himbeereis zum Frühstück" ("Sorvete de Framboesa para o Pequeno Almoço/Café da manhã"), uma versão alemã da banda The Bellamy Brothers' "Crossfire", que atingiu o top 20. Eles gravaram depois, mais alguns singles,  mas a sua carreira musical parecia perder o fulgor.

## Festival Eurovisão da Canção
Em 1983, o duo representaria a Alemanha no Festival Eurovisão da Canção após terem vencido a final alemã com a canção "Rücksicht" ("Consideração"/"Respeito").  "Rücksicht" terminou a competição realizada em Munique num respeitável 5.º lugar entre 20 países participantes. 

## Pós Eurovisão
"Rücksicht" provou ser o maior êxito da banda, mas, infelizmente, seria o último sucesso da banda. Menos de um ano, após a Eurovisão, Günter Hoffmann suicidou-se aos 32 anos, através de defenestração, atirou-se de uma janela de um hotel na cidade do Rio de Janeiro em 15 de março de 1984. 

Depois desse triste acontecimento, o irmão Michael Hoffmann trabalhou como produtor e compositor para artistas, incluindo alguns veteranos da Eurovisão como  Gitte Hænning, Wencke Myhre e Nicole.  Em 1987, ele participou na final alemã para escolher a canção para a Eurovisão com a canção  "Ich geb' nicht auf", que terminou em 5.º lugar. Ele tem feito trabalhos na área da música espiritual e meditativa.

## Singles
(Indica a maior posição no top alemão de vendas)
- 1977: "Himbeereis zum Frühstück" (#14)
- 1979: "Alles, was ich brauche, bist Du" (#22)
- 1980: "Wenn ich Dich verlier" (#35)
- 1980: "Warten" (#61)
- 1981: "Ein Engel unterm Dach" (#71)
- 1983: "Rücksicht" (#8)